# Tipula sanctaeluciae
Tipula sanctaeluciae är en tvåvingeart som beskrevs av Alexander 1951. Tipula sanctaeluciae ingår i släktet Tipula och familjen storharkrankar. Inga underarter finns listade i Catalogue of Life.